# 蒔田浩
蒔田 浩（まきた ひろし、1920年（大正9年）10月21日 - 1994年（平成6年）11月23日）は、日本の政治家。岐阜市長を務め、岐阜市名誉市民。

## 概要・略歴
岐阜県岐阜市出身。1975年（昭和50年）に岐阜市助役となり、1977年（昭和52年）、上松陽助が岐阜県知事選挙に立候補するために岐阜市長を辞職すると、その後継者として市長選挙に立候補、当選する。以降、4期16年岐阜市長を務める。
業績としては、岐阜駅周辺鉄道高架事業計画。岐阜メモリアルセンター完成。河渡橋、岐関大橋、大縄場大橋、金華山トンネル、岩戸トンネルの完成。ぎふ中部未来博の開催などがある。また岐阜市内の交通網の見直しのため、名古屋鉄道岐阜市内本線（徹明町駅〜長良北町駅）が廃止されたのもこの時期である。
また、イタリアフィレンツェ市、ブラジルカンピーナス市、アメリカシンシナティ市と姉妹都市提携、中国杭州市と友好都市提携を行い、国際交流に貢献している。
1993年（平成5年）に市長を引退。同年勲三等旭日中綬章受章。1994年（平成6年）には、回顧録である「夢中の半世紀―蒔田浩岐阜市長の足跡」（岐阜新聞社出版局）を出版。同年には岐阜市名誉市民を授けられた。
1994年（平成6年）11月23日に死去。74歳没。

## その他
- 1991年（平成3年）に、岐阜市柳ヶ瀬商店街に、美川憲一のヒット曲『柳ヶ瀬ブルース』の歌碑を建立する際に、蒔田自らの手により、『柳ヶ瀬ブルース』の題名と、同曲の歌詞（一番）を筆書した。
- 岐阜市は1992年（平成4年）のNHK大河ドラマ『信長 KING OF ZIPANGU』のオープンセットを誘致し、岐阜市太郎丸に建設している（現存はしていない）。この「信長 KING OF ZIPANGU」で、蒔田浩は「長良新九郎」（長井新九郎ではなく、架空の人物）役として出演している。